# Marguerite Chapon
Pour les articles homonymes, voir Chapon (homonymie).
Marguerite Chapon, née Frugier le 13 décembre 1884 à Saint-Laurent-sur-Gorre (Haute-Vienne) et morte le 1er janvier 1972 à Villejuif (Val-de-Marne), est une militante communiste française.
Infirmière diplômée d'État, elle est élue conseillère municipale aux élections municipales de 1925, malgré l'inéligibilité des femmes. Elle siège pendant neuf mois avant que son élection ne soit invalidée.
En 1931, elle cache la militante russe Thérèse Chassaing, menacée d'expulsion, puis, pendant la Seconde Guerre mondiale, plusieurs résistants.

## Biographie

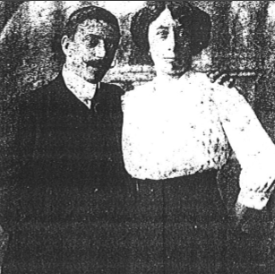
Marguerite et Adrien Chapon.

Marguerite Frugier naît le 13 décembre 1884 à Saint-Laurent-sur-Gorre, petite ville de la Haute-Vienne au sud de Limoges. Elle est membre d'une fratrie de cinq enfants. Ses parents, cultivateurs, sont établis dans le hameau du Bur, situé à six kilomètres du bourg. Ils sont illettrés. Elle se rend au bourg à pied les jours d'hiver afin de suivre le catéchisme et l'école laïque.
Elle suit une formation d'infirmière et monte à Paris afin de trouver du travail. Elle est embauchée par l'hôpital de la Salpêtrière puis à l'hospice Paul-Brousse lorsqu'il ouvre en 1913. Elle y soigne les années suivantes de nombreux blessés de guerre.
Son mari, Adrien Chapon, un charentais qu'elle épouse en avril 1914, est tué à la bataille du Chemin des Dames en 1917. Ils ont un enfant, prénommé Jean. Elle retrouvera la dépouille de son mari dans un champ.

### Conseillère municipale dès 1925

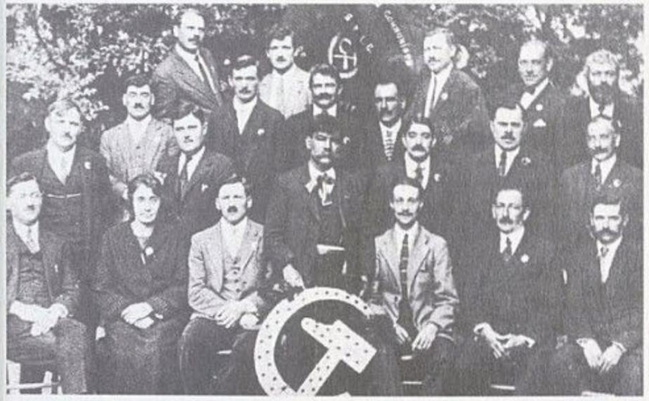
Le conseil municipal de Villejuif élu en 1925, exclusivement composé de communistes.

À Villejuif, Marguerite Chapon milite pour le Parti communiste.
En 1925, suivant les directives du Secrétariat féminin de Moscou, le parti présente plusieurs femmes aux élections municipales, notamment en banlieue parisienne, ce même si elles ne sont ni électrices ni éligibles. À Villejuif, Marguerite Chapon est élue dès le premier tour le 3 mai 1925, sur la liste conduite par Xavier Guillemin.
L'engagement du parti n'étant pas seulement symbolique, les sept élues communistes de France travaillent au sein de leurs conseils municipaux. Chapon s'investit dans la commission scolaire et la commission hygiène et assistance. Son élection est invalidée avec trois autres par la préfecture de la Seine dès le 28 mai, mais, deux d'entre elles — Marie Chaix et Marthe Tesson — ayant déposé un recours auprès du Conseil d'État, elle continue de siéger. L'élection de Marguerite Chapon est finalement invalidée le 19 février 1926 par le Conseil d'État. Son mandat prend fin.

### Cache de communiste étranger et de résistants

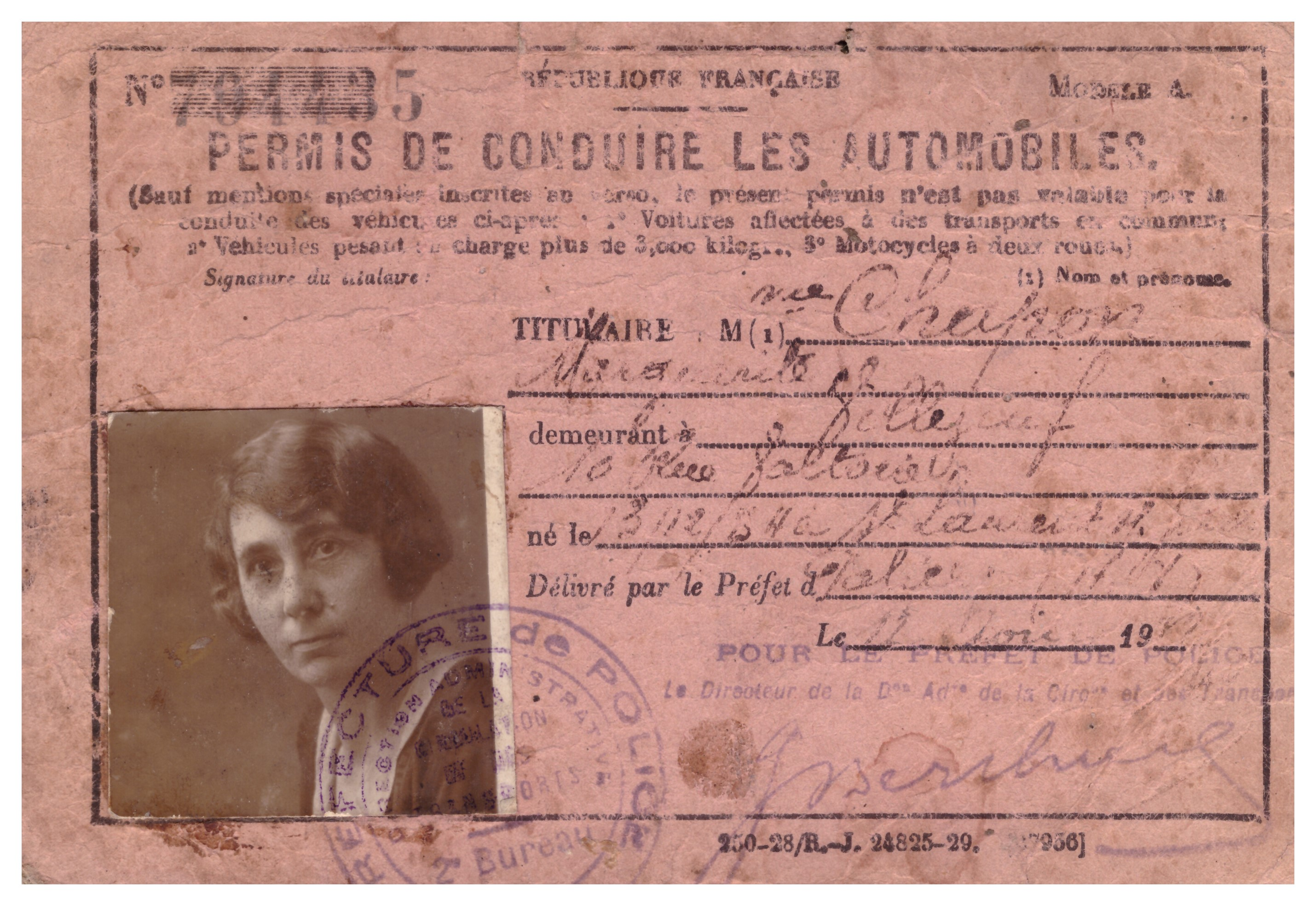
Permis de conduire de Marguerite Chapon.

Le dictionnaire Le Maitron rapporte que ceux qui l'ont connue la présentent « comme une femme émancipée ». En 1927, elle obtient son diplôme d'État d'infirmière et, en 1934, son permis de conduire.
En 1931, elle cache pendant quelques mois la communiste russe Thérèse Chassaing, expulsée de France puis de Belgique. Pendant l'Occupation, elle cache dans son pavillon 10, rue Voltaire plusieurs résistants.
Devenue âgée, elle entre à la maison de retraite Émile-Deslandres, située dans l'enceinte de l'hôpital Paul-Brousse. Morte le 1er janvier 1972, elle est inhumée dans le cimetière communal de Villejuif près de son mari.

## Postérité

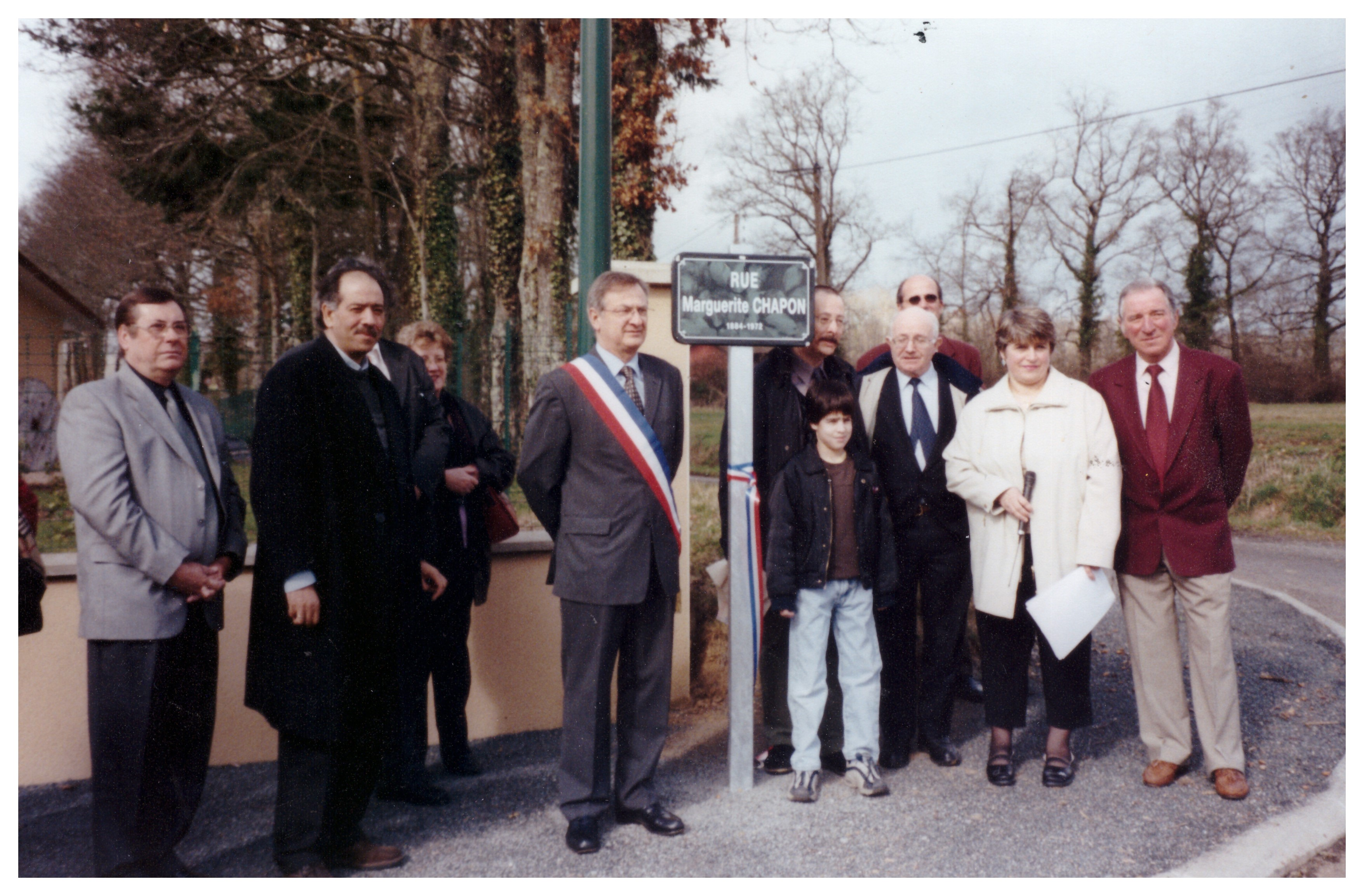

Une rue Marguerite-Chapon est baptisée à Saint-Laurent-Sur-Gorre en 2007, par le maire Alain Blond, en présence de Sylvie Frugier, adjointe à la mairie, de Carlos Escoda, de son arrière-petit-fils Jean-Louis Chapon et de son arrière-arrière-petit-fils Vincent Chapon.